# Trieces ruficoxa
Trieces ruficoxa là một loài tò vò trong họ Ichneumonidae.